# Евсеева, Светлана Георгиевна
Светлана Георгиевна Евсеева (4 сентября 1932, Ташкент — 7 января 2025, Минск) — русская поэтесса и переводчица.

## Биография
Родилась в семье военного. Окончила Ташкентский педагогический институт (1956) и Литературный институт имени А. М. Горького (1962).
В 1962 году вышла замуж за белорусского писателя Артура Вольского (1924—2002) и переехала в Минск. Мать белорусского музыканта Лявона Вольского (род. 1965).
Скончалась 7 января 2025 года в Минске в возрасте 92 лет.

## Творчество
Первая книга «Женщина под яблоней» (1962) была встречена тепло читателями и критикой. Была популярной на всплеске поэтических 1960-х гг. Сборники лирических стихотворений «Месяц» (1965), «Зову!» (1974), «Евроазия» (1979), «Последнее прощание» (1983), «Ищу человека» (1988) также подтвердили талант поэтессы.
Её в своих дневниках вспоминает Давид Самойлов. Владимир Некляев говорил о ней: «Светлана Евсеева, приехавшая из Москвы в Минск, довольно быстро стала не столько русским, сколько белорусским поэтом, пишущим на русском языке».
Переводила на русский язык стихи Янки Купалы, Якуба Коласа, Максима Танка и др.